# Джон Крістофер Веллс
Джон Крістофер Веллс (англ. John Christopher Wells, John C. Wells; 11 березня 1939) — британський мовознавець, фонетист, викладач есперанто. Почесний професор Університетського коледжу Лондона. Народився в Бутлі, Ланкашир, Англія. Випускник Кембріджського університету. Отримав звання магістра і доктора в Лондонському університеті. Президент Всесвітньої асоціації есперанто (1985—1995), Міжнародної фонетичної асоціації (2003—2007). До 2006 р. працював у Університетському коледжі Лондона.

## Життя
Його батько був родом з Південної Африки, а його мати була англійкою; у нього є два молодших брата. Після дитинства в злиднях, він вивчав мови і сам вивчив стенографію системи Джона Роберта Грегга. Вивчивши валлійську, дав інтерв'ю валлійському радіо; у нього є достатні знання десяти різних мов. Його запросили в Home Office працювати по ідентифікації мовця, але пропозицію відкликали, бо того часу гомосексуальність вважаласяь неприйнятною. Веллс побоювався розголосу своєї орієнтації на публіку. У вересні 2006 року він підписав цивільне партнерство з Габріелем Парсонсом, уродженцем Монтсеррату і партнером Веллса з 1968 року.

## Кар'єра
Веллс отримав ступінь бакалавра в Кембриджському університеті і ступінь магістра, і докторський ступінь в Університеті Лондона.
Веллс добре відомий своєю книгою і касетою «Акценти англійської мови», Lingvistikaj Aspektoj de Esperanto, і Лонгманівським словником вимови. Він є автором найбільш широко використовуваного есперанто-англійського словника .
Значна частина досліджень Веллса зосереджується на фонетичному описі різновидів англійської мови. З 2003 по 2007 рік він був президентом Міжнародної фонетичної асоціації.
Веллс вже давно є піонером в області нових технологій. Він є винахідником фонетичного алфавіту X-SAMPA на базі символів ASCII для використання в цифрових обчислювальних машинах, які не можуть обробляти символи IPA. Він вивчив HTML в середині 1990-х років. Після виходу на пенсію, Веллс вів регулярний блог на фонетичні теми з березня 2006 року по квітень 2013.

## Есперанто
Веллс був президентом Всесвітньої асоціації есперанто (UEA) в період з 1989 по 1995 рік. Станом на 2012 рік, він є президентом Асоціації Есперанто Великої Британії, а з 2007 року він президент Академії есперанто.

## Музика
Веллс є членом London Gay Men's Chorus. Він також є гравцем мелодіону і завантажив відео його гри на YouTube.

## Праці

### Есеї
- 1962 – A specimen of British English. In: Maître Phonétique Nr. 117, S. 2–5.
- 1967 – Specimen. Jamaican Creole. In: Maître Phonétique, Nr. 127 S. 5.
- 1968 – Nonprevocalic intrusive r in urban Hampshire. IN: Progress Report, UCL Phonetics Laboratory, S. 56–57
- 1970 – Local accents in England and Wales. In: J.Ling., Nr. 6, S. 231—252.
- 1979 – Final voicing and vowel length in Welsh. In: Phonetica'. 36.4–5, S. 344—360.
- 1980 – The brogue that isn't. In: JIPA vol. 10 (1980), S. 74–79. Can be read on-line.
- 1985 – English accents in England. In: P. Trudgill (Hrsg.): Language in the British Isles. Cambridge University Press. 55–69.
- 1985 – English pronunciation and its dictionary representation. In: R. Ilson: (Hrsg.): Dictionaries, lexicography and language learning. Oxford: Pergamon.
- 1994 – The Cockneyfication of RP?. In: G. Melchers u.a. (Hrsg.): Nonstandard Varieties of Language. Papers from the Stockholm Symposium 11–13 April 1991. 198—205. Stockholm Studies in English LXXXIV. Stockholm: Almqvist & Wiksell International.
- 1995 – New syllabic consonants in English. In: J. Windsor Lewis (Hrsg.): Studies in General and English Phonetics. Essays in honour of Prof. J.D. O'Connor. London: Routledge. ISBN 0-415-08068-1.
- 1995 – Age grading in English pronunciation preferences. In: Proceedings of ICPhS 95, Stockholm, vol. 3:696–699.
- 1996 – Why phonetic transcription is important. In: Malsori (Journal of the Phonetic Society of Korea) 31–32, S. 239—242.
- 1997 – What's happening to Received Pronunciation?. In: English Phonetics (English Phonetic Society of Japan), 1, S. 13–23.
- 1997 – Our changing pronunciation. In: Transactions of the Yorkshire Dialect Society xix, S. 42–48
- 1997 – One of three named «main technical authors» for Part IV, Spoken language reference materials. In: D. Gibbon u.a. (Hrsg.): Handbook of Standards and Resources for Spoken Language Systems. Berlin: Mouton de Gruyter, 1997.
- 1997 – Whatever happened to Received Pronunciation? In: Medina & Soto (Hrsg): II Jornadas de Estudios Ingleses, Universidad de Jaén, Spain, S. 19–28.
- 1997 – Is RP turning into Cockney?. In: M. P. Dvorzhetska, A. A. Kalita (Hrsg.): Studies in Communicative Phonetics and Foreign Language Teaching Methodology. Kyiv State Linguistic University, Ukraine, S. 10–15.
- 1999 – Which pronunciation do you prefer?. In: IATEFL Bd. 149, June–July 1999, «The Changing Language», S. 10–11.
- 1999 – Pronunciation preferences in British English. A new survey. In: Proc. of the 14th International Congress of Phonetic Sciences, San Francisco, 1999.
- 2000 – British English pronunciation preferences. A changing scene. In: Journal of the International Phonetic Association (1999) 29 (1), S. 33–50.
- 2000 – Overcoming phonetic interference. In: English Phonetics (Journal of the English Phonetic Society of Japan), Nr. 3, S. 9–21.
- 2001 – Orthographic diacritics. In: Language Problems and Language Planning 24.3.
- 2002 – John Wells. In: K. Brown, V. Law (Hrsg.): Linguistics in Britain. Personal histories. Publications of the Philological Society, 36. Oxford: Blackwell.
- 2002 – Accents in Britain today. In: Ewa Waniek-Klimczak, Patrick J. Melia (Hrsg.): Accents and Speech in Teaching English Phonetics and Phonology. Lang, Frankfurt/M. 2002 [2003]. ISBN 3-631-39616-3, S. 9–17.
- 2003 – Phonetic research by written questionnaire. In: M. J. Solé, u.a. (Hrsg.): Proc. 15th Int. Congress of Phonetic Sciences, Barcelona, R.4.7:4
- 2003 – Phonetic symbols in word processing and on the web. In: M. J. Solé u.a. (Hrsg..): Proc. 15th Int. Congress of Phonetic Sciences, Barcelona, S.2.8:6

### Монографії
- 1962 – A study of the formants of the pure vowels of British English. [Архівовано 3 березня 2016 у Wayback Machine.] Unpublished MA thesis, University of London.
- 1971 – Practical Phonetics. London: Pitman. ISBN 0-273-43949-9 (with G. Colson)
- 1973 – Jamaican pronunciation in London. Publications of the Philological Society xxv. Oxford: Blackwell. ISBN 0-631-14730-6. (Revised version of his PhD dissertation, 1971.)
- 1990 – Longman Pronunciation Dictionary. Longman. (ESU Duke of Edinburgh's Prize.)
- 1993 – Hutchinson Dictionary of Difficult Words. Edited by John Ayto. Oxford: Helicon.
- 1994 – Longman Interactive English Dictionary. CD-ROM, incorporating a spoken version of the Longman Pronunciation Dictionary. ACT Multimedia/ Harlow: Longman, ISBN 0-582-23694-0.

### Книги
- Wells, J. C. (1969). Concise Esperanto and English Dictionary. Kent: Teach Yourself Books. ISBN 0-340-27576-6.
- Wells, J. C. (1982). Accents of English (Three volumes + cassette). New York: Cambridge University Press. ISBN 0-521-22919-7.
- Wells, J. C. (1985). Geiriadur Esperanto / Kimra Vortaro. London: Grŵp Pump/Group Five. ISBN 0-906632-02-1.
- Wells, J. C. (2000). Longman Pronunciation Dictionary. Harlow, England: Pearson Education Ltd. ISBN 058236468X. (casebound), 0582364671 (paperback edition).
- Wells, J. C. (2006). English Intonation: an Introduction. Cambridge: Cambridge University Press. ISBN 0-521-68380-7.
- Wells, J. C. (2014). Sounds Interesting: Observations on English and General Phonetics. Cambridge: Cambridge University Press.